# Musée Paradisea
Le Musée Paradisea, ouvert le 1er juillet 2010, est un musée français consacré à l'entomologie et situé sur la commune de Bligny-sur-Ouche. Il est définitivement fermé depuis le 31 décembre 2011.

## Étymologie
Dénommé ainsi du nom d'un papillon de Nouvelle-Guinée (Ornithoptera Paradisea) prisé des connaisseurs. Les exemplaires exposés proviennent d'élevage, car cet animal est protégé par la CITES.

## Historique
Ce musée est la résultante de l'union de quatre collections privées de passionnés désirant faire partager leur hobby, qu'ils pratiquent depuis longtemps, depuis l'âge de 12 ans pour Frédéric See l'instigateur principal du musée. C'est après une expédition en 2008, en Guyane française qu'ils prirent la décision d'élaborer ce projet. L'endroit choisi était une galerie d'art (quelques tableaux ornent toujours les murs). Les travaux de réaménagement ont duré de mars à juin 2010.

## Description
Le musée occupe une ancienne écurie en pierre de taille et charpente en pin bâtie en 1850, il est séparé d'un corps de logis parallèle, encore habité, par une cour gravillonnée, le tout bordé par l'Ouche. Le musée s'étage sur trois niveaux. L'entrée fait office de petite librairie et boutique de souvenirs. Le deuxième niveau comprend une salle d'exposition avec vitrines, dont une rendant hommage aux entomologiste du passé (ex : Jean-Henri Fabre) plus une salle de projection de documentaire. Le niveau trois est constitué d'une mezzanine, où se trouve un petit cabinet d'entomologiste.

## La Collection
Constituée à force d'expéditions annuelles, elle compte 1200 spécimens dont une majorité de Lépidoptères (ex: Morpho bleu, Thysania agrippina). Quelques coléoptères sont visibles dans la salle de projection. Les insectes en vitrines dans la mezzanine sont le don d'une personne âgée. Une très forte part provient de Guyane, Brésil, Thaïlande, Nouvelle-Guinée. Quelques espèces françaises sont toutefois exposées. Plus des trois quarts des espèces présentées sont le fait de capture in situ.
Le musée a également un atelier pédagogique sur la chasse aux papillons.
En juillet 2010, le musée a reçu 350 visiteurs, et un total de 3500 au 30 décembre 2010.

## Source
- Article du journal Le Journal de Saône-et-Loire du 29 juillet 2010 : Des nuées d'insectes multicolores par Carole Gaujard-Larson.
- Article dans Le Progrès